# Eduardo Juan Couture
Eduardo Juan Couture Etcheverry (Montevideo, 24 de mayo de 1904 - 11 de mayo de 1956) fue un prestigioso abogado y profesor uruguayo, considerado como uno de los procesalistas latinoamericanos más influyentes de Derecho Continental en el siglo XX.

## Vida
Sus padres fueron don Eduardo Couture y doña Aurelia Etcheverry.
Tanto sus cursos primarios como secundarios los realizó en la capital uruguaya. En 1923 ingresó como estudiante a la Facultad de Derecho y Ciencias Sociales de la Universidad de la República, en Montevideo.
Producto de las modestas condiciones de su hogar, a los 15 años de edad asumió su primer trabajo en el Centro Odontológico del Uruguay, institución a la que permanecería vinculado hasta el día de su muerte.
Ya como estudiante de derecho, comenzó a colaborar en el estudio jurídico del abogado Federico Escalada.
El 29 de diciembre de 1927, recibió el título de Doctor en Derecho y Ciencias Sociales.

## Carrera profesional y académica
Ya como abogado comenzó inmediatamente la carrera de profesor. El 16 de junio de 1931 fue designado profesor agregado del Aula de Procedimiento Civil, al aprobarse su tesis "El Divorcio por voluntad de la mujer. Su régimen Procesal". Designado luego Profesor Encargado de Grupo, finalmente se le nombró Catedrático Titular de dicha asignatura en 1936, cargo que desempeñó hasta el día de su muerte.
Rápidamente fue adquiriendo reconocimiento como uno de los más connotados procesalistas de su época, a raíz de lo cual fue invitado a dar cursos y conferencias en numerosas universidades de América y Europa; es así como viajó a ciudades tales como París, Nueva York, Roma, Viena, Lima, Valparaíso, La Habana, São Paulo, etc.
En 1955 dictó un curso de veinte lecciones en idioma inglés en la Universidad de Tulane, de Nueva Orleans, Estados Unidos.
En reiteradas ocasiones fue llamado al cargo de Consejero en la Dirección de la Facultad de Derecho de Montevideo y en 1953 fue elegido Decano, cargo en cual fue reelegido pocos meses antes de su muerte. 
Al asumir el Decanato de la Facultad de Derecho, resolvió "cerrar" su estudio jurídico, señalando que no resultaba ético litigar ostentando tal cargo. 
Fue también miembro activo del Consejo Central Universitario, órgano rector de la Universidad de la República. 
Durante toda su carrera de abogado alternó el ejercicio del profesorado con el desempeño activo de la abogacía contenciosa, ante los tribunales civiles, penales e incluso militares; fue además asesor de numerosas empresas e instituciones gremiales y comerciales.
Fue Presidente del Colegio de Abogados del Uruguay y miembro de los Colegios de Abogados de varias ciudades latinoamericanas.

## Obra
Como estudiante actuó en la dirección de una revista estudiantil. Dirigió desde 1937 la "Revista de Derecho, Jurisprudencia y Administración". Colaboró además en numerosas revistas extranjeras y nacionales.
Fue columnista del diario El País de Montevideo en donde redactaba un espacio denominado "Crónicas de Viaje". Posteriormente fusionó lo más relevante de sus crónicas en el libro "La Comarca y el Mundo", publicado en 1953. Uno de sus mayores aportes fue la redacción del Proyecto de Código de Procedimiento Civil para la República Oriental del Uruguay en virtud de la Ley n.° 10.418 del 11 de marzo de 1943. Dicho proyecto fue publicado en 1945 y aceptado como ley en varios países del continente.
El Proyecto de Couture de Código de Procedimiento Civil de 1945, resultó una base fundamental para el Código General del Proceso aprobado en Uruguay en 1989. 
Corresponde mencionar que la edición de dicho libro fue costeada por el propio Couture y distribuida en forma gratuita.
Entre sus obras se destacan: "Fundamentos de Derecho Procesal Civil", "Estudios de Derecho Procesal Civil" (tres tomos), "Vocabulario Jurídico", etc.

## Reconocimientos
Tanto su trabajo académico y profesional, como su obra escrita fue ampliamente reconocida a lo largo de toda su vida. En 1947 la Academia Nacional de Uruguay le nombró académico de número. En 1950 el Ministerio de Instrucción Pública del Uruguay le otorgó la Medalla de Oro, máxima recompensa oficial a la cultura. Ese mismo año la República de los Estados Unidos del Brasil le confirió el grado de Comendador de la Ordem Nacional do Cruzeiro do Sul.
En 1951 la República francesa le nombró Caballero de la Legión de Honor.

## Decálogo del abogado
Eduardo Couture es autor de numerosos libros, sobre todo en materia de derecho procesal civil, pero se destaca en su obra "Los mandamientos del abogado" donde desarrolla diez "mandamientos" que debe cumplir un abogado en el ejercicio de su profesión:
1. Estudia: el derecho se transforma constantemente. Si no sigues sus pasos, serás cada día un poco menos abogado.
2. Piensa: el derecho se aprende estudiando, pero se ejerce pensando.
3. Trabaja: la abogacía es una ardua fatiga puesta al servicio de las causas justas.
4. Lucha: tu deber es luchar por el derecho; pero el día en que encuentres en conflicto el derecho con la justicia, lucha por la justicia.
5. Sé leal: leal con tu cliente, al que no debes abandonar hasta que comprendas que es indigno de ti. Leal para con el adversario, aun cuando él sea desleal contigo. Leal para con el juez, que ignora los hechos y debe confiar en lo que tú dices; y que, en cuanto al derecho, alguna que otra vez debe confiar en el que tú le invocas.
6. Tolera: tolera la verdad ajena en la misma medida en que quieres que sea tolerada la tuya.
7. Ten paciencia: en el derecho, el tiempo se venga de las cosas que se hacen sin su colaboración.
8. Ten fe: ten fe en el derecho, como el mejor instrumento para la convivencia humana; en la justicia, como destino normal del derecho; en la paz, como sustitutivo bondadoso de la justicia. Y sobre todo, ten fe en la libertad, sin la cual no hay derecho, ni justicia ni paz.
9. Olvida: la abogacía es una lucha de pasiones. Si en cada batalla fueras cargando tu alma de rencor, llegará un día en que la vida será imposible para ti. Concluido el combate, olvida tan pronto tu victoria como tu derrota.
10. Ama tu profesión: trata de considerar la abogacía de tal manera, que el día en que tu hijo te pida consejo sobre su destino, consideres un honor para ti, proponerle que se haga abogado.

## Muerte
Eduardo Juan Couture Etcheverry falleció en la madrugada del 11 de mayo de 1956. Sus restos fueron enterrados en el Cementerio Central de Montevideo.